# Point Prim Lighthouse
Point Prim Lighthouse ist ein Leuchtturm auf Point Prim (Prim Point), einer felsigen Landzunge am westlichen Eingangspunkt von Digby Gut, der zwischen hohen Steilküsten gelegenen Tiefwasserpassage von der Bay of Fundy zum Annapolis Basin. Point Prim Lighthouse befindet sich ungefähr 8,5 km nördlich von Digby im Westen von Nova Scotia.

## Geschichte und Konstruktion
Point Prim Lighthouse besteht aus einem weißen Beton-Turm mit roten vertikalen Streifen, roter Laterne und Galerie an der Ecke eines quadratischen Nebelsignal-Gebäudes.
Der erste Leuchtturm entstand 1804 und brannte 1808 nach nur vier Dienstjahren ab. Der zweite von 1817 brannte im März 1873 nieder. Der dritte von 1874 wurde 1964 abgerissen und entsorgt, indem man ihn einfach über die Klippe rollte.
Ein Freundeskreis, die Friends of Point Prim, übernahm 2011 die Instandhaltung des Leuchtturms und erhielt 2012 einen Zuschuss in Höhe von knapp 30.000 kanadischen Dollar vom Runciman Fund for Heritage Conservation der Heritage Canada Foundation. Die Friends of Point Prim errichteten einen neuen Parkplatz und ein Wegesystem und strichen den Leuchtturm 2013 neu. Die Gemeinde Digby erklärte sich bereit, den Leuchtturm im Oktober 2014 in Besitz zu nehmen, und die Station wurde 2015 als Heritage Lighthouse anerkannt. Das Eigentum wurde schließlich im August 2016 übertragen.